# Imbreus

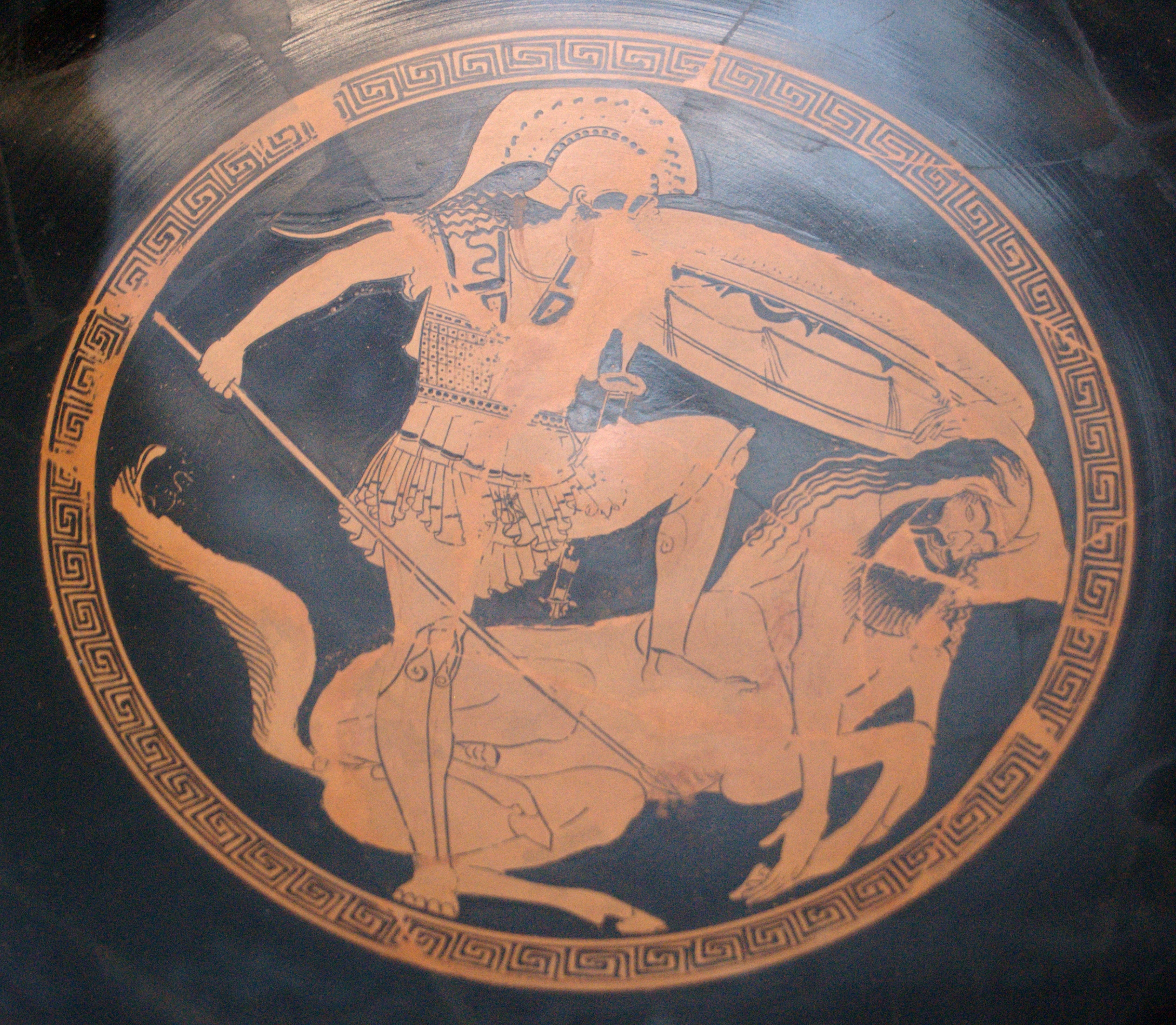
Tondo auf einer Kylix, 5. Jh. v. Chr.: Kentaur am Boden.

Imbreus ist ein Kentaur der griechischen Mythologie. Er wird in der Kentauromachie auf der Hochzeit des Peirithoos vom Lapithen Dryas getötet. Einzige Quelle ist das zwölfte Buch der ovidschen Metamorphosen.

## Name
Das Hapaxlegomenon kommt vom griechischen Ἰμβρεύς, Imbreús; lateinisch und deutsch Ímbreus mit der Betonung auf der ersten Silbe.
Er gehört zu den Kentaurennamen, „die offenbar dem poetischen Drange zu individualisieren entsprungen sind und somit nur den Zweck haben, gewisse indivuelle Eigenschaften oder die besondere Stellung einiger Kentauren anzudeuten.“
So bedeutet „Ἰμβρεύς ... die Liebes-Brunst ... der nach der antiken Anschauung sämtliche Kentauren sich hingaben.“ Er ist also der „Liebesbrünstige“ und auch in der Kentauromachie kommt die Liebesbrunst vor, als der Kentaur Eurytion die Lapithenbraut Hippodameia entführen will und sich seine betrunkenen Genossen sexuell enthemmt auf die Lapithenfrauen stürzen.
So ist sein Name wohl eine Erfindung Ovids, der als „tenerorum lusor amorum, Dichter zärtlicher Liebesgeschichten“ keine Gelegenheit auslässt, etwas von der „Liebe“ einzuflechten, auch wenn die Zärtlichkeit auf der Strecke bleibt.

## Mythos
In der Schlacht mit den Lapithen können einige Kentauren entkommen, nicht aber Imbreus und vier weitere Kentauren, die von Dryas in einem Zug niedergemacht werden und deshalb auch vereint zu betrachten sind. Nestor erzählt vor Troja die Geschichte.
Ovid, Metamorphosen 12, 310–315:

310 Át non Eúrynomús Lycidásqu(e) et Aréos et Ímbreus

éffugére necém; quos ómnes déxtra Dryántis

pérculit ádversós. advérsum tú quoque, quámvis

térga fugaé dederás, vulnús, Crenaée, tulísti:

nám grave réspiciéns intér duo lúmina férrum,

315 quá narís frontí commíttitur, áccipis, ímae.
Übersetzung Suchier im Versmaß:

310 Áber Eurýnomos nícht und Lýcidas únd mit Aréos

Ímbreus míeden den Tód: die stréckte die Réchte des Drýas

álle darníeder von vórn. Von vórn nicht mínder empfíngst du,

ób du den Rǘcken zur Flúcht auch wándtest, Krenaíos, die Wúnde.

úmsehn wólltest du dích, als zwíschen den Aúgen hineínfuhr,

315 wó sich die Náse der Stírn anfǘgt, das verdérbende Eísen.
An vierter Stelle der Fliehenden bleibt er ohne Waffen und Kampfhandlung unbedeutend. Allein sein Name, der „Liebesbrünstige“, hebt ihn aus der Herde heraus. Zum mythologischen Zusammenhang und zur literarischen Gestaltung der sechs Verse siehe den Artikel Areios.

## Quelle
- Ovid: Metamorphosen 12, 310–315, Wikisource.